# Dukla mezi mrakodrapy

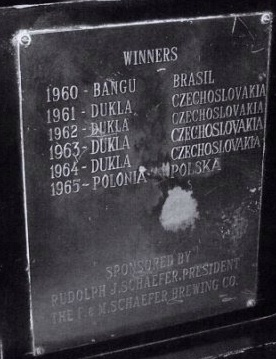
Přehled vítězů Amerického poháru

Dukla mezi mrakodrapy je kniha českého spisovatele a redaktora sportovní redakce Československého rozhlasu Oty Pavla vydaná v roce 1964. Pojednává o sportovních úspěších slavného fotbalového klubu Dukla Praha na zámořském turné v USA v roce 1961 (International Soccer League neboli Americký pohár), kterého se Ota Pavel jako doprovod zúčastnil.
Jde o mix beletrie a sportovní reportáže. Ze sportovního hlediska šlo o výrazný úspěch československého týmu na americkém kontinentě (v New Yorku), který se dostal na přední stránky (nejen) amerických novin. Dominance Dukly na Americkém poháru byla v roce 1961 tak výrazná, že američtí organizátoři změnili pro příští ročníky systém turnaje a obhájce titulu nasazovali přímo do finále (resp. do American Challenge Cupu, zápas vítěze aktuálního ročníku ISL jakožto vyzyvatele proti obhájci titulu z předchozího ročníku). Ze šesti ročníků Amerického poháru v letech 1960–1965 vyhrála Dukla čtyři, v letech 1961, 1962, 1963 a 1964. Pravou trofej má v držení polský klub Polonia Bytom, vítěz posledního ročníku z roku 1965.

## Děj
Dukla pobývala v New Yorku v roce 1961 přes léto a hráči trénovali v Central Parku. 16 účastníků bylo rozděleno na turnaji do dvou osmičlenných skupin. Tehdejší sestava Dukly byla: Kouba - Šafránek, Čadek, Novák - Pluskal, Masopust - Brumovský, Vacenovský, Borovička, Kučera, Jelínek. Postupné výhry československého klubu začaly do hlediště vábit stále více krajanů v USA.
V úvodu hrála Dukla proti jugoslávskému týmu FK Crvena zvezda a vyhrála 4:2. Rudolf Kučera se stal kanonýrem a miláčkem publika. Následovaly zápasy s izraelským Hapoel Petah Tikva FC (výhra 7:1), rakouským SK Rapid Wien (výhra 6:0), kanadským Concordia Montreal (remíza 2:2), monackým AS Monaco (výhra 2:0). Poté byl na řadě španělský Espanyol Barcelona s trenérem Ricardo Zamorou, legendou kopané. Po hodině vyrovnané hry se zápas zvrtl v exhibici Dukly, která triumfovala poměrem 5:1. Poslední zápas skupiny proti irskému Shamrock Rovers FC přinesl debakl irského celku 10:0.
Ve dvoukolovém finále čekal anglický Everton FC. První zápas ovládl československý tým v poměru 7:2 (poločas 5:0) a odvetu už si pohlídal a vyhrál 2:0.

## Citáty
„Dole jim dáváme vždycky na frak.“ – humorná poznámka Dukláků v letadle nad Lutychem na adresu fotbalistů Standardu Lutych během letu do USA.

## Česká vydání
- Dukla mezi mrakodrapy, 1964
- Dukla mezi mrakodrapy, HAK, Praha, 2002, ISBN 80-85910-39-X, 188 stran, vázaná
- Dukla mezi mrakodrapy, Beletris, Praha, 2014, ISBN 978-80-7520-020-4[5]